# Charactosuchus
Charactosuchus é um gênero extinto de crocodilianos. Foi atribuído à família Crocodylidae em 1988. Espécimes foram encontrados na Colômbia, Brasil, Jamaica e possivelmente na Flórida e na Carolina do Sul  Tinha aparência de gavial, com focinho longo e estreito, mas não tinha nenhuma relação com eles, sendo mais parente dos crocodilos modernos do que dos gaviais.